# 玉虫色

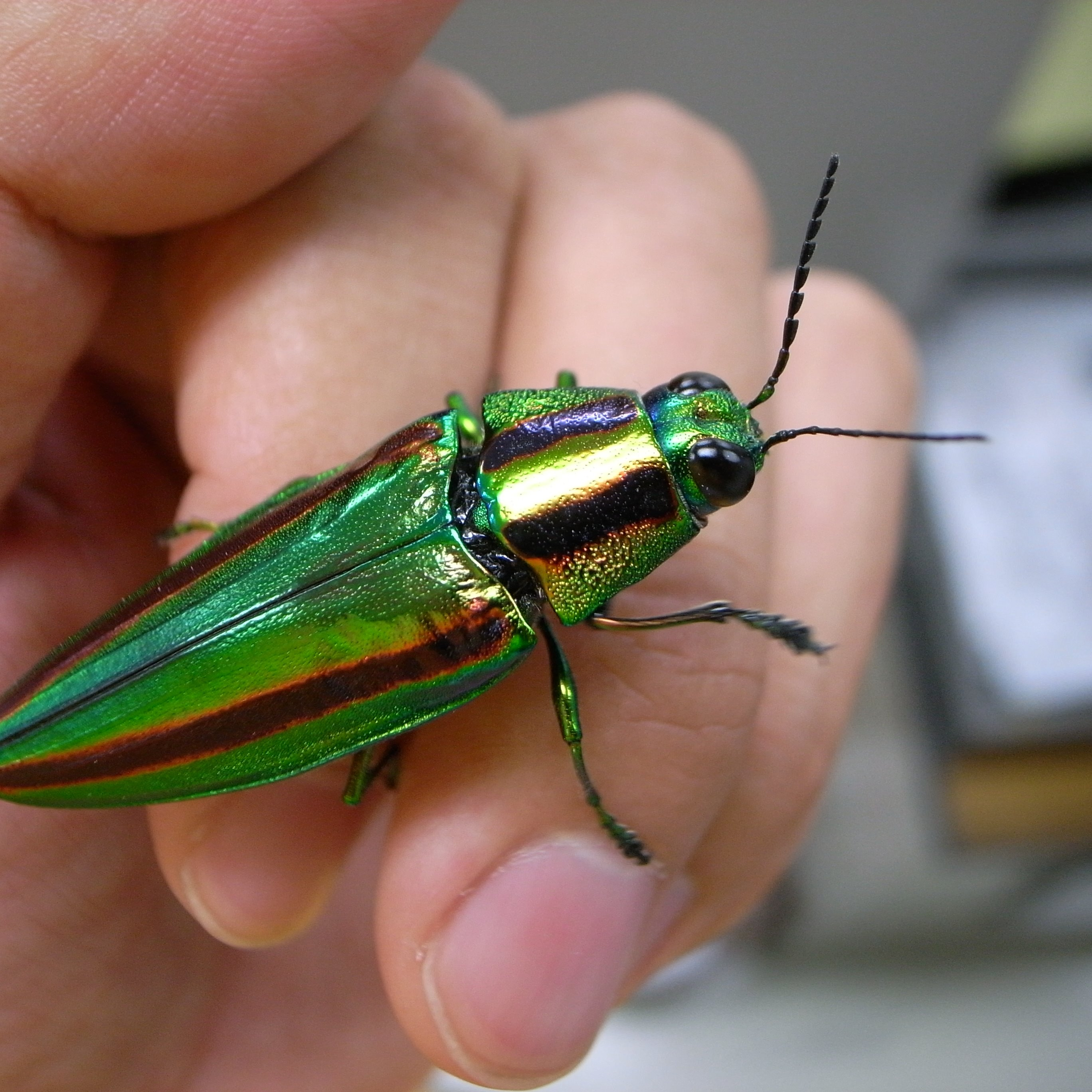
ヤマトタマムシ

玉虫色（たまむしいろ）とは、光の干渉によって起こる金緑から金紫の色調変化をする染色や織色をさす。
また見る角度によって異なる色合いに見えることから、見方によってどのようにも解釈できるあいまいな（都合の良い）表現として、「玉虫色の〜」という。

## 色ではない色
玉虫（ヤマトタマムシ）の翅は、一見したところ緑色に見えるが光を当てる角度によって色彩が変化する。これは、タマムシの翅がもつ本来の色素の色が変化しているのではなくて、特定の波長の光同士が互いに強まったり、弱まったりすることで目に見える色が変化したものである（このような発色は構造色と呼ばれる）。
法隆寺所蔵の玉虫厨子のように、タマムシ科の甲虫の翅は色彩が美しい上に年月を経ても色が褪せないので、古くは調度品の装飾に使われていた。その翅の色は簡単に再現できるものではないが、緑と紫の絹糸をそれぞれ縦糸と横糸に使って、見る角度によって違う色が浮かび上がるような工夫で再現に挑んだ記録もある（備考も参照）。

## 文章表現上の使い方
見方や解釈によってどのようにもとれることを表現して、「玉虫色の答申案」、「玉虫色の決着」などという。主として政治や外交に関する新聞用語として使われることが多い。

## 備考

### 玉虫にちなむ「虫襖」色
玉虫色とは別に「ヤマトタマムシ」の翅色からちなんだ色として、「虫襖（虫青）」という色が存在する。暗い青みの緑色を指すもので、「虫」はタマムシを指す（糸が重色に見えたことからとも）。従って、玉虫の色名という意味では、「虫襖」も玉虫色である。平安文学には、玉虫にちなむ色名は見られず、『貞丈雑記』、『吾妻鏡』等の書物に記述が見られることから、中世以降に登場した色と見られている（染・織の色に動物名が用いられた頃も中世からとされる）。英名を「グリーン・ダック（家鴨の緑）」。
- 玉虫色の記述例として、永禄（1558年 - 70年）後半頃に成立した『猿の草子』に、「玉虫色に桃の花」という表現が見られる。